# Schlade (Halver)
Schlade ist eine Hofschaft in Halver im Märkischen Kreis im Regierungsbezirk Arnsberg in Nordrhein-Westfalen (Deutschland).

## Lage und Beschreibung
Schlade liegt auf 390 Meter über Normalnull südlich des Halveraner Hauptortes im Quellgebiet der Hönnige am Rande des Waldgebiets Bommert. Der Ort liegt an einer von der Kreisstraße K3 zwischen dem nahen Anschlag und Kierspe abzweigenden Zufahrt. Nachbarorte sind Sondern, Auf der Brake, Kückelhausen und Wöste. 

## Geschichte
Schlade wurde erstmals 1443 urkundlich erwähnt, die Entstehungszeit der Siedlung wird aber im Zeitraum zwischen 1300 und 1400 in der Folge der zweiten mittelalterlichen Rodungsperiode vermutet. Schlade war ein Abspliss von Kückelhausen.
Um 1500 ist durch Urkunden belegt, dass der Hof Schlade dem bergischen Amt_Beyenburg abgabenpflichtig war. Die Gerichtsbarkeit des Hofs unterstand einem extra für die bergischen Höfe im ansonsten märkisch beherrschten Kirchspiel Halver bestellten bergischem Richter, was häufig zu Streit mit dem für das Kirchspiel eigentlich zuständigen märkischen Gografen führte.
1818 lebten zehn Einwohner im Ort. 1838 gehörte Schlade der Bommerter Bauerschaft innerhalb der Bürgermeisterei Halver an. Der laut der Ortschafts- und Entfernungs-Tabelle des Regierungs-Bezirks Arnsberg als Kotten kategorisierte Ort besaß zu dieser Zeit ein Wohnhaus, eine Fabrik bzw. Mühle und ein landwirtschaftliches Gebäude. Zu dieser Zeit lebten acht Einwohner im Ort, allesamt evangelischen Glaubens.
Das Gemeindelexikon für die Provinz Westfalen von 1887 gibt eine Zahl von sechs Einwohnern an, die in einem Wohnhaus lebten.
Nördlich von Schlade verlief auf der Trasse der heutigen Landesstraße L284 eine Altstraße von Schwelm über Radevormwald nach Wegerhof vorbei, die als Eisen- und Kohlenstraße genutzt wurde. Aus diesem Grund finden sich im Waldgebiet Bommert Hohlwegbündel und den Weg sperrende Landwehren.